# HK Halytschanka Lwiw
HK Halytschanka Lwiw (ukrainisch: ГК Галичанка Львів, deutsch: Galizischer Handballklub Lwiw) ist ein Handballverein aus Lwiw in der Ukraine.

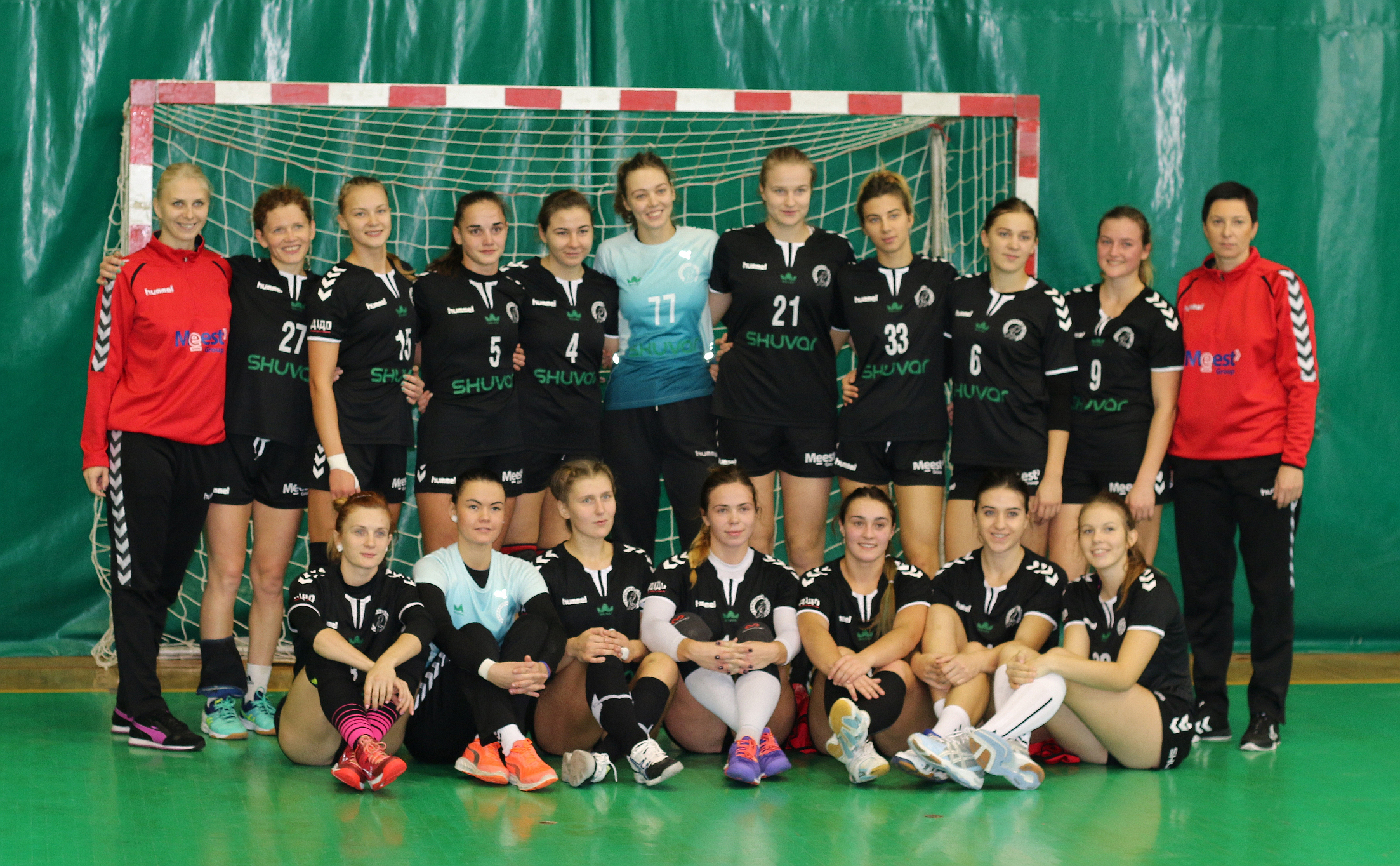
Mannschaftsfoto 2016

## Nationale Wettbewerbe
Im Jahr 1989 gegründet, nahm der Verein zunächst am sowjetischen Ligabetrieb teil. Nach der Unabhängigkeit der Ukraine nahm das Team seit 1992 am ukrainischen Ligabetrieb teil. Der Verein spielt in der ersten höchsten ukrainischen Liga, der Superliga (bis 2003 Erste Liga A).
Seit der Spielzeit 2014/2015 konnte das Team jede nationale Meisterschaft gewinnen. In den Jahren 2005, 2007, 2008, 2013 und 2014 belegte das Team jeweils Platz 2 der Superliga.
Den ukrainischen Pokalwettbewerb gewann das Team aus Lwiw in den Jahren 2016, 2017, 2019, 2020, 2021 und 2024, den Supercup in den Jahren 2016, 2017, 2018, 2019 und 2021.
Wegen der Folgen des russischen Überfalls auf die Ukraine ab Februar 2022 tritt HK Halytschanka Lwiw seit der Spielzeit 2022/23 in der PGNiG Superliga, der höchsten polnischen Spielklasse, an.

## Europäische Wettbewerbe
Die erste Mannschaft des Vereins spielt Handball auch in europäischen Vereinswettbewerben.

### Baltische Liga
In den Spielzeiten 2017/2018 und 2019/2020 gewann die Mannschaft die Baltische Liga.

### EHF City Cup / EHF Challenge Cup / EHF European Cup
Am Euro-City-Cup nahm der Verein teil in den Spielzeiten 1993/1994, 1994/1995 und  1995/1996.
Am EHF Challenge Cup nahm das Team in den Spielzeiten 2001/2002, 2010/2011, 2013/2014 (Halbfinale) und 2014/2015 (Halbfinale) teil.
Im EHF European Cup der Spielzeit 2020/2021 erreichte das Team das Viertelfinale. In der Spielzeit 2021/2022 stand das Team im Halbfinale.

### EHF-Cup / European League
Das Team spielte auch in der EHF European League bzw. dem Vorgänger EHF-Cup, nämlich in den Spielzeiten 1998/1999, 2002/2003, 2003/2004, 2004/2005, 2006/2007, 2007/2008, 2008/2009, 2015/2016, 2016/2017, 2017/2018 und 2019/2020.

## Spielerinnen
Zu den bekannten Spielerinnen zählen Wiktorija Borschtschenko, Regina Sigmanto Kalinitschenko, Julija Nikolić und Iryna Stelmach.

## Trainer
Trainiert wird die Mannschaft von Witalij Andronow. Zu den Trainern zählten Oksana Ploschtschynska, Anschela Sawtschenko, Tetjana Schtefan und Wassyl Kosar.

## Spielstätte
Der Verein trägt seine Heimspiele im Sportpalast Halytschyna aus. Nach dem russischenr Überfall auf die Ukraine 2022 spielte die Mannschaft vorübergehend in Hodonín in Tschechien. In der Spielzeit 2022/2023, in der der Verein in der polnischen Liga spielt, spielt er die Heimspiele im Centrum Edukacyjno-Rekreacyjnym in Marki.